# Pseudodebis euptychidia
Espèce
Pseudodebis euptychidia est une espèce de papillons de la famille des Nymphalidae et de la sous-famille des Satyrinae et du genre Pseudodebis.

## Dénomination
Pseudodebis euptychidia a été décrit par Arthur Gardiner Butler en 1868 sous le nom de Taygetis euptychidia.
Synonymes : Taygetis modesta Hayward, 1949; Pseudodebis theresa Forster, 1964.

## Écologie et distribution
Pseudodebis euptychidia est présent au Brésil et en Argentine.

### Protection
Pas de statut de protection particulier